# Рудник Накеті (стибієвий)
Рудник Накеті (стибієвий) – колишній гірничодобувний майданчик у Меланезії на острові Нова Каледонія (заморське володіння Франції). Станом на середину 2020-х єдина стибієва копальня в історії острова.
Перші роботи на стибієвому родовищі Накеті відносяться до 1879-го, а з 1883 по 1885 роки велась його розробка, під час якої вилучили 1500 тонн руди з середнім вмістом стибію на рівні 25%. Роботи провадили підземним способом, наслідком чого стало спорудження виробіток загальною довжиною кілька сотень метрів.